# Weckolsheim
Weckolsheim – miejscowość i gmina we Francji, w regionie Grand Est, w departamencie Górny Ren.
Według danych na rok 1990 gminę zamieszkiwały 252 osoby, a gęstość zaludnienia wynosiła 36 osób/km² (wśród 903 gmin Alzacji Weckolsheim plasuje się na 629. miejscu pod względem liczby ludności, natomiast pod względem powierzchni na miejscu 375.).